# 室内オペラ
室内オペラ（英語: Chamber opera）は、フルオーケストラではなく室内アンサンブルで演奏することを想定して書かれたオペラ。20世紀初頭のこの種の作品にはヒンデミットの『カルディヤック』（1926年）がある。時代を遡るとペルゴレージの『奥様女中』（1733年）などの小規模作品も時に室内オペラと呼ばれるものとして知られる。
20世紀の作品の例としては他にホルストの『サーヴィトリ』（1916年）が挙げられる。1940年代に、イングリッシュ・オペラ・グループが容易に巡業に持ち出して様々な小会場で公演可能な作品を必要としたことを受け、ベンジャミン・ブリテンがこの分類に当てはまる作品を作曲している。『ルクレティアの凌辱』（1946年）はブリテンにとってこのジャンルでの初の作品であり、これに続く形で『アルバート・ヘリング』（1947年）、『ねじの回転』（1954年）、『カーリュー・リヴァー』（1964年）が書かれていった。これ以外にも、ハンス・ヴェルナー・ヘンツェ、ハリソン・バートウィッスル、トーマス・アデス、ジョージ・ベンジャミン、ウィリアム・ウォルトン、フィリップ・グラスといった作曲家がこのジャンルの作品を生み出している。
室内オペラの楽器編成は多種多様である。ブリテンは『ルクレティアの凌辱』を8人の歌い手、ひとりずつの弦楽器群と木管楽器群、ピアノ、ハープ、打楽器のために書いた。ハンフリー・サールの『狂人日記』（1958年）は4人の歌い手、ひとりずつの弦楽器、木管楽器、金管楽器、および2人の打楽器による管弦楽で記譜されている。また、ある種の音響効果を出すために磁気テープの使用が指定されている。ジュディス・ウィアーの『ハラルド王の伝説』（1979年）ではソプラノ歌手ひとりが歌唱するだけとなっている。